# Teodor Mikuś

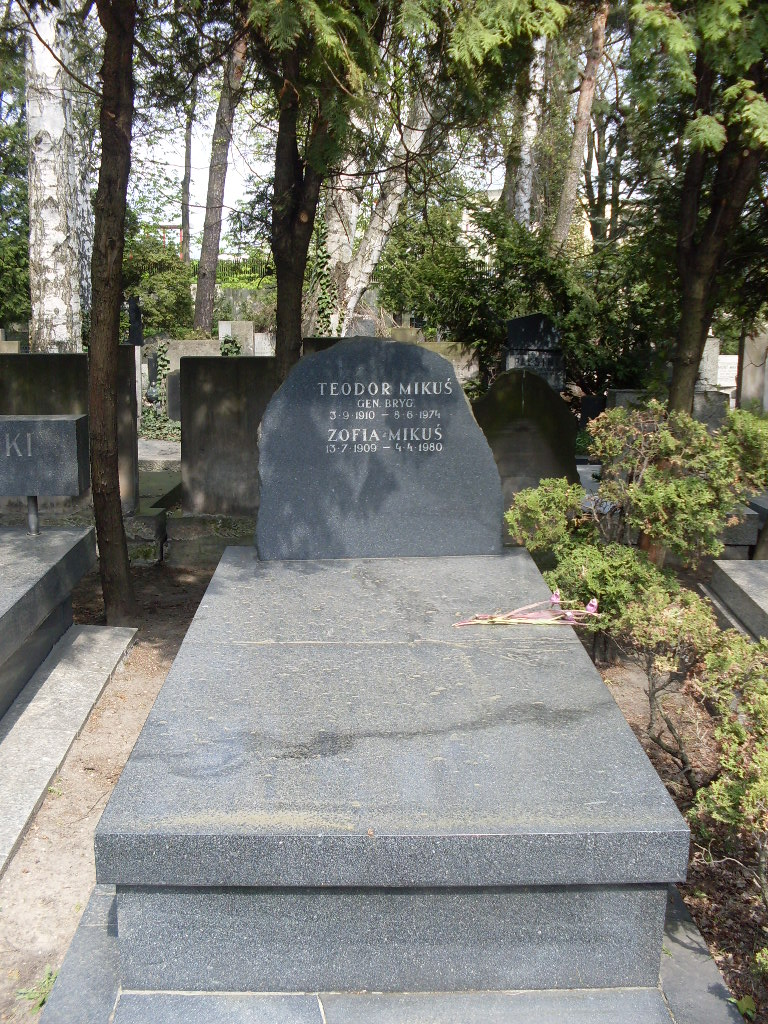
Grób Teodora Mikusia na cmentarzu Wojskowym na Powązkach

Teodor Mikuś (ur. 3 września 1910 w Łodzi, zm. 8 czerwca 1974 w Warszawie) – generał brygady Milicji Obywatelskiej.

## Życiorys
Był pochodzenia robotniczego. Syn Władysława i Marii. Absolwent szkoły powszechnej w Łodzi, następnie pracował jako robotnik w fabryce „Scheibler i Grohmann”. Od 1927 był członkiem KPP. W 1929 został skazany na 9 miesięcy więzienia za działalność komunistyczną. W latach 1933–1934 odbył służbę wojskową w 28 pułku Strzelców Kaniowskich w Łodzi, skierowano go do szkoły podoficerskiej, której nie udało mu się skończyć. Kilka lat pozostawał bez pracy. W 1943 wstąpił do PPR. Po wkroczeniu Armii Czerwonej do Łodzi i przystąpił do ponownego uruchomienia fabryki „Scheibler i Grohmann” i wkrótce awansował na dyrektora administracyjno-gospodarczego. PPR skierowała go do pracy w Urzędzie Bezpieczeństwa. Został funkcjonariuszem Wojewódzkiego Urzędu Bezpieczeństwa Publicznego w Łodzi (od 1946) w którym pełnił m.in. funkcję zastępcy naczelnika Wydziału IV (1947–1948) i zastępcy szefa WUBP (1948–1949), szefa WUBP w Białymstoku (1949–1951). W 1951 został ukarany naganą i dyscyplinarnie usunięty ze stanowiska szefa WUBP w Białymstoku, gdyż „podległy mu aparat operacyjny stosował w pracy niedopuszczalne kompromitujące organa BP metody walki z bandytyzmem, co powodowało niezadowolenie ludności i demoralizację części aparatu bezpieczeństwa”. Następnie był pracownikiem MBP (1951–1954), szefem WUBP w Łodzi (1954), kierownikiem łódzkiego Wojewódzkiego Urzędu do spraw Bezpieczeństwa Publicznego (1955–1956). W styczniu 1957 został usunięty z pracy w aparacie bezpieczeństwa i przeniesiony do Milicji Obywatelskiej. Został komendantem Komendy Miejskiej MO w Łodzi (1957–1958), dyrektorem Departamentu Kadr i Szkolenia MSW (1958–1973). W październiku 1971 na mocy uchwały Rady Państwa PRL otrzymał nominację na stopień generała brygady MO; nominację wręczył mu w Belwederze przewodniczący Rady Państwa PRL Józef Cyrankiewicz.
Pochowany na cmentarzu Wojskowym na Powązkach w Warszawie (kwatera C2-tuje-6).

## Awanse
- chorąży (1 stycznia 1947),
- porucznik (1 stycznia 1948),
- kapitan (16 lipca 1948),
- major (18 lipca 1949),
- podpułkownik (21 lipca 1954),
- podpułkownik MO (29 grudnia 1956),
- pułkownik MO (3 lipca 1958),
- generał brygady MO (5 października 1971)[6]

## Ordery i odznaczenia
- Złoty Krzyż Zasługi (29 kwietnia 1946)[7]
- Order Czerwonej Gwiazdy (ZSRR, 1972)
- Złota odznaka honorowa „Za Zasługi dla Warszawy” (1965)[8]